# Laïd Bessou
Laïd Bessou, född 5 februari 1976, är en algerisk friidrottare. Han deltog vid olympiska sommarspelen 2000.